# Temporada 2006-07 de l'NBA
La temporada 2006-07 de l'NBA fou la 61a en la història de l'NBA. Començà el 31 d'octubre de 2006 i acabà el 18 d'abril de 2007. Els playoffs s'iniciaren el 21 d'abril de 2007 i finalitzaren el 14 de juny de 2007. San Antonio Spurs guanyà el seu tercer anell derrotant en les Finals a Cleveland Cavaliers, equip que per primera vegada es classificava per a la ronda final.

## Aspectes més rellevants
- Un nou disseny de pilota de l'NBA fou presentat el 28 de juny de 2006, dia del Draft. L'1 de gener de 2007, degut a les queixes dels jugadors i entrenadors, es tornà a fer servir la pilota anterior.
- L'All-Star Game de 2007 es disputà el 18 de febrer de 2007 en el Thomas & Mack Center de Las Vegas, Nevada, sent el primer cop que l'esdeveniment és acollit en una ciutat que no disposa d'equip a l'NBA. L'Oest guanyà per 153-132, amb Kobe Bryant com a MVP del partit per segona vegada en la seva carrera.
- Per segon any consecutiu, i el darrer, New Orleans Hornets jugà els seus partits de casa a New Orleans, Louisiana i a Oklahoma City, Oklahoma, degut als desastres de l'huracà Katrina.
- El 16 de desembre, jugadors de Denver Nuggets i New York Knicks s'embolicaren en una baralla durant un partit en el Madison Square Garden. Deu jugadors foren expulsats de la pista, inclòs Carmelo Anthony dels Nuggets, en aquells moments el màxim anotador de la lliga. Com a resultat de l'incident, set jugadors foren sancionats, entre ells Carmelo Anthony, amb 15 partits de càstig.
- Després d'11 temporades en el Philadelphia 76ers, Allen Iverson fou traspassat a Denver Nuggets.
- Tant Phoenix Suns com Dallas Mavericks aconseguiren una ratxa de més de 12 victòries consecutives durant la temporada regular. Els Suns guanyaren 15 i 17 partits seguits (la cinquena millor ratxa de la història de l'NBA), mentre que els Mavericks aconseguiren una victòria en 12, 13 i 17 partits consecutius. San Antonio Spurs, per la seva part, guanyaren 13 partits seguits.
- Kobe Bryant anotà 50 punts o més en quatre partits consecutius, davant Portland Trail Blazers, Minnesota Timberwolves, Memphis Grizzlies i New Orleans Hornets, sent la quarta millor ratxa de la història per darrere de les de Wilt Chamberlain.
- Jason Kidd i Vince Carter aconseguiren ser la desena parella de companys d'equip en la història de l'NBA en realitzar un triple-doble en el mateix partit. L'última en 20 anys fou la de Michael Jordan i Scottie Pippen de Chicago Bulls.
- Toronto Raptors guanyà el primer títol de la divisió en la seva història. També es convertí en el primer equip canadenc de l'NBA en aconseguir-ho.
- Golden State Warriors, que no se classificaven als playoffs des de 1994, fue el primer equip des que s'instaurà les sèries al millor de 7 partits en eliminar el Campió de la conferència tot i haver-se classificat en l'octava posició. Els Warriors eliminaren als Mavericks (autors de 67 victòries a la temporada regular) per un clar 4-2.
- Dirk Nowitzki guanyà el MVP de la temporada i Tony Parker el MVP de les Finals, sent el primer cop que un europeu guanya en ambdós apartats.

## Classificacions
| Conferència Est   |                         |    |    |      |    |
| Divisió Atlàntica |                         |    |    |      |    |
| #                 | Equip                   | V  | D  | %V   | P  |
| 1                 | Toronto Raptors (3)     | 47 | 35 | ,573 | -  |
| 2                 | New Jersey Nets (6)     | 41 | 41 | ,500 | 6  |
| 3                 | Philadelphia 76ers      | 35 | 47 | ,427 | 12 |
| 4                 | New York Knicks         | 33 | 49 | ,402 | 14 |
| 5                 | Boston Celtics          | 24 | 58 | ,290 | 23 |
| Divisió Central   |                         |    |    |      |    |
| #                 | Equip                   | V  | D  | %V   | P  |
| 1                 | Detroit Pistons (1)     | 53 | 29 | ,646 | -  |
| 2                 | Cleveland Cavaliers (2) | 50 | 32 | ,605 | 3  |
| 3                 | Chicago Bulls (5)       | 49 | 33 | ,598 | 4  |
| 4                 | Indiana Pacers          | 35 | 47 | ,427 | 18 |
| 5                 | Milwaukee Bucks         | 28 | 54 | ,341 | 25 |
| Divisió Sud-est   |                         |    |    |      |    |
| #                 | Equip                   | V  | D  | %V   | P  |
| 1                 | Miami Heat (4)          | 44 | 38 | ,537 | -  |
| 2                 | Washington Wizards (7)  | 41 | 41 | ,500 | 3  |
| 3                 | Orlando Magic (8)       | 40 | 42 | ,488 | 4  |
| 4                 | Charlotte Bobcats       | 33 | 49 | ,402 | 11 |
| 5                 | Atlanta Hawks           | 30 | 52 | ,366 | 14 |

| Conferència Oest  |                           |    |    |      |    |
| Divisió Nord-oest |                           |    |    |      |    |
| #                 | Equip                     | V  | D  | %V   | P  |
| 1                 | Utah Jazz (4)             | 51 | 31 | ,622 | -  |
| 2                 | Denver Nuggets (6)        | 45 | 37 | ,549 | 6  |
| 3                 | Portland Trail Blazers    | 32 | 50 | ,390 | 19 |
| 4                 | Minnesota Timberwolves    | 32 | 50 | ,390 | 19 |
| 5                 | Seattle SuperSonics       | 31 | 51 | ,378 | 20 |
| Divisió Pacífic   |                           |    |    |      |    |
| #                 | Equip                     | V  | D  | %V   | P  |
| 1                 | Phoenix Suns (2)          | 61 | 21 | ,744 | -  |
| 2                 | Los Angeles Lakers (7)    | 42 | 40 | ,512 | 19 |
| 3                 | Golden State Warriors (8) | 42 | 40 | ,512 | 19 |
| 4                 | Los Angeles Clippers      | 40 | 42 | ,488 | 21 |
| 5                 | Sacramento Kings          | 33 | 49 | ,402 | 28 |
| Divisió Sud-oest  |                           |    |    |      |    |
| #                 | Equip                     | V  | D  | %V   | P  |
| 1                 | Dallas Mavericks (1)      | 67 | 15 | ,817 | -  |
| 2                 | San Antonio Spurs (3)     | 58 | 24 | ,707 | 9  |
| 3                 | Houston Rockets (5)       | 52 | 30 | ,634 | 15 |
| 4                 | NO/OKC Hornets            | 39 | 43 | ,476 | 28 |
| 5                 | Memphis Grizzlies         | 22 | 60 | ,268 | 45 |

* V: victòries
* D: Derrotes
* %V: Percentatge de victòries
* P: Diferència de partits respecte al primer lloc

## Playoffs
Els equips en negreta van avançar fins a la següent ronda. Els números a l'esquerra de cada equip indiquen la posició de l'equip en la seva conferència, i els números a la dreta indiquen el nombre de partits que l'equip va guanyar en aquesta ronda. Els campions de divisió estan marcats per un asterisc. L'avantatge de pista local no pertany necessàriament a l'equip de posició més alta al seu grup, sinó a l'equip amb un millor rècord a la temporada regular; els equips que gaudeixen de l'avantatge de casa es mostren en cursiva.
|  | Primera Ronda | Primera Ronda | Primera Ronda |   |             | Semifinals de Conferència | Semifinals de Conferència | Semifinals de Conferència |  |    | Finals de Conferència | Finals de Conferència | Finals de Conferència |  |    | Final NBA | Final NBA | Final NBA |
|  |               |               |               |   |             |                           |                           |                           |  |    |                       |                       |                       |  |    |           |           |           |
|  | E1            | * Detroit     | 4             |   |             |                           |                           |                           |  |    |                       |                       |                       |  |    |           |           |           |
|  | E8            | Orlando       | 0             |   |             |                           |                           |                           |  |    |                       |                       |                       |  |    |           |           |           |
|  | E8            | Orlando       | 0             |   | E1          | * Detroit                 | 4                         |                           |  |    |                       |                       |                       |  |    |           |           |           |
|  |               |               |               |   | E1          | * Detroit                 | 4                         |                           |  |    |                       |                       |                       |  |    |           |           |           |
|  |               | E5            | Chicago       | 2 |             |                           |                           |                           |  |    |                       |                       |                       |  |    |           |           |           |
|  | E4            | E5            | Chicago       | 2 | *Miami      | 0                         |                           |                           |  |    |                       |                       |                       |  |    |           |           |           |
|  | E4            |               |               |   | *Miami      | 0                         |                           |                           |  |    |                       |                       |                       |  |    |           |           |           |
|  | E5            | Chicago       | 4             |   |             |                           |                           |                           |  |    |                       |                       |                       |  |    |           |           |           |
|  | E5            | Chicago       | 4             |   |             |                           |                           |                           |  | E1 | * Detroit             | 2                     |                       |  |    |           |           |           |
|  |               |               |               |   |             |                           |                           |                           |  | E1 | * Detroit             | 2                     |                       |  |    |           |           |           |
|  |               | E2            | Cleveland     | 4 |             |                           |                           |                           |  |    |                       |                       |                       |  |    |           |           |           |
|  | E2            | E2            | Cleveland     | 4 | Cleveland   | 4                         |                           |                           |  |    |                       |                       |                       |  |    |           |           |           |
|  | E2            |               |               |   | Cleveland   | 4                         |                           |                           |  |    |                       |                       |                       |  |    |           |           |           |
|  | E7            | Washington    | 0             |   |             |                           |                           |                           |  |    |                       |                       |                       |  |    |           |           |           |
|  | E7            | Washington    | 0             |   | E6          | New Jersey                | 2                         |                           |  |    |                       |                       |                       |  |    |           |           |           |
|  |               |               |               |   | E6          | New Jersey                | 2                         |                           |  |    |                       |                       |                       |  |    |           |           |           |
|  |               | E2            | Cleveland     | 4 |             |                           |                           |                           |  |    |                       |                       |                       |  |    |           |           |           |
|  | E3            | E2            | Cleveland     | 4 | * Toronto   | 2                         |                           |                           |  |    |                       |                       |                       |  |    |           |           |           |
|  | E3            |               |               |   | * Toronto   | 2                         |                           |                           |  |    |                       |                       |                       |  |    |           |           |           |
|  | E6            | New Jersey    | 4             |   |             |                           |                           |                           |  |    |                       |                       |                       |  |    |           |           |           |
|  | E6            | New Jersey    | 4             |   |             |                           |                           |                           |  |    |                       |                       |                       |  | E2 | Cleveland | 0         |           |
|  |               |               |               |   |             |                           |                           |                           |  |    |                       |                       |                       |  | E2 | Cleveland | 0         |           |
|  |               | O3            | San Antonio   | 4 |             |                           |                           |                           |  |    |                       |                       |                       |  |    |           |           |           |
|  | O1            | O3            | San Antonio   | 4 | * Dallas    | 2                         |                           |                           |  |    |                       |                       |                       |  |    |           |           |           |
|  | O1            |               |               |   | * Dallas    | 2                         |                           |                           |  |    |                       |                       |                       |  |    |           |           |           |
|  | O8            | Golden State  | 4             |   |             |                           |                           |                           |  |    |                       |                       |                       |  |    |           |           |           |
|  | O8            | Golden State  | 4             |   | O8          | Golden State              | 1                         |                           |  |    |                       |                       |                       |  |    |           |           |           |
|  |               |               |               |   | O8          | Golden State              | 1                         |                           |  |    |                       |                       |                       |  |    |           |           |           |
|  |               | O4            | * Utah        | 4 |             |                           |                           |                           |  |    |                       |                       |                       |  |    |           |           |           |
|  | O4            | O4            | * Utah        | 4 | * Utah      | 4                         |                           |                           |  |    |                       |                       |                       |  |    |           |           |           |
|  | O4            |               |               |   | * Utah      | 4                         |                           |                           |  |    |                       |                       |                       |  |    |           |           |           |
|  | O5            | Houston       | 3             |   |             |                           |                           |                           |  |    |                       |                       |                       |  |    |           |           |           |
|  | O5            | Houston       | 3             |   |             |                           |                           |                           |  | E4 | *Utah                 | 1                     |                       |  |    |           |           |           |
|  |               |               |               |   |             |                           |                           |                           |  | E4 | *Utah                 | 1                     |                       |  |    |           |           |           |
|  |               | E3            | San Antonio   | 4 |             |                           |                           |                           |  |    |                       |                       |                       |  |    |           |           |           |
|  | O2            | E3            | San Antonio   | 4 | * Phoenix   | 4                         |                           |                           |  |    |                       |                       |                       |  |    |           |           |           |
|  | O2            |               |               |   | * Phoenix   | 4                         |                           |                           |  |    |                       |                       |                       |  |    |           |           |           |
|  | O7            | L.A. Lakers   | 1             |   |             |                           |                           |                           |  |    |                       |                       |                       |  |    |           |           |           |
|  | O7            | L.A. Lakers   | 1             |   | O2          | * Phoenix                 | 2                         |                           |  |    |                       |                       |                       |  |    |           |           |           |
|  |               |               |               |   | O2          | * Phoenix                 | 2                         |                           |  |    |                       |                       |                       |  |    |           |           |           |
|  |               | O3            | San Antonio   | 4 |             |                           |                           |                           |  |    |                       |                       |                       |  |    |           |           |           |
|  | O3            | O3            | San Antonio   | 4 | San Antonio | 4                         |                           |                           |  |    |                       |                       |                       |  |    |           |           |           |
|  | O3            |               |               |   | San Antonio | 4                         |                           |                           |  |    |                       |                       |                       |  |    |           |           |           |
|  | O6            | Denver        | 1             |   |             |                           |                           |                           |  |    |                       |                       |                       |  |    |           |           |           |

## Estadístiques
| Categoria                   | Jugador       | Equip                  | Mitjana/% |
| --------------------------- | ------------- | ---------------------- | --------- |
| Punts per partit            | Kobe Bryant   | Los Angeles Lakers     | 31,6      |
| Rebots per partit           | Kevin Garnett | Minnesota Timberwolves | 12,8      |
| Assistències per partit     | Steve Nash    | Phoenix Suns           | 11,6      |
| Robatoris per partit        | Baron Davis   | Golden State Warriors  | 2,14      |
| Taps per partit             | Marcus Camby  | Denver Nuggets         | 3,3       |
| Percentatge de tirs de camp | Mikki Moore   | New Jersey Nets        | 60,6%     |
| Percentatge de tirs lliures | Kyle Korver   | Philadelphia 76ers     | 91,4%     |
| Percentatge de triples      | Jason Kapono  | Miami Heat             | 51,4%     |

## Premis
- MVP de la temporada
  -  Dirk Nowitzki (Dallas Mavericks)

- Millor defensor
  -  Marcus Camby (Denver Nuggets)

- Rookie de l'any
  -  Brandon Roy (Portland Trail Blazers)

- Millor sisè home
  -  Leandro Barbosa (Phoenix Suns)

- Jugador amb millor progressió
  -  Monta Ellis (Golden State Warriors)

- Entrenador de l'any
  -  Sam Mitchell (Toronto Raptors)

- Executiu de l'any
  -  Bryan Colangelo (Toronto Raptors)

- Jugador més Referènciesiu
  -  Luol Deng (Chicago Bulls)

- Primer quintet de la temporada
  - F Dirk Nowitzki - Dallas Mavericks
  - F Tim Duncan - San Antonio Spurs
  - C Amare Stoudemire - Phoenix Suns
  - G Steve Nash - Phoenix Suns
  - G Kobe Bryant - Los Angeles Lakers

- Segon quintet de la temporada
  - F LeBron James - Cleveland Cavaliers
  - F Chris Bosh - Toronto Raptors
  - C Yao Ming - Houston Rockets
  - G Gilbert Arenas - Washington Wizards
  - G Tracy McGrady - Houston Rockets

- Tercer Quintet de la Temporada 
  - F Kevin Garnett - Minnesota Timberwolves
  - F Carmelo Anthony - Denver Nuggets
  - C Dwight Howard - Orlando Magic
  - G Dwyane Wade - Miami Heat
  - G Chauncey Billups - Detroit Pistons

- Primer quintet defensiu
  - Tim Duncan - San Antonio Spurs
  - Bruce Bowen - San Antonio Spurs
  - Marcus Camby - Denver Nuggets
  - Kobe Bryant - Los Angeles Lakers
  - Raja Bell - Phoenix Suns

- Segon quintet defensiu
  - Kevin Garnett - Minnesota Timberwolves
  - Tayshaun Prince - Detroit Pistons
  - Ben Wallace - Chicago Bulls
  - Jason Kidd - New Jersey Nets
  - Kirk Hinrich - Chicago Bulls

- Primer quintet de rookies
  - Brandon Roy - Portland Trail Blazers
  - Andrea Bargnani - Toronto Raptors
  - Randy Foye - Minnesota Timberwolves
  - Rudy Gay - Memphis Grizzlies
  - Jorge Garbajosa - Toronto Raptors (empat)
  - LaMarcus Aldridge - Portland Trail Blazers (empat)

- Segon quintet de rookies
  - Paul Millsap - Utah Jazz
  - Adam Morrison - Charlotte Bobcats
  - Tyrus Thomas - Chicago Bulls
  - Craig Smith - Minnesota Timberwolves
  - Rajon Rondo - Boston Celtics (empat)
  - Walter Herrmann - Charlotte Bobcats (empat)
  - Marcus Williams - New Jersey Nets (empat)